# Уткин, Иосиф Павлович
Ио́сиф Па́влович У́ткин (15 [28] мая 1903, станция Хинган на КВЖД — 13 ноября 1944, Московская область) — русский советский поэт и журналист, репортёр. Участник Гражданской и Великой Отечественной войн. Погиб в авиационной катастрофе.
Отличительной чертой поэзии Уткина является сочетание, с одной стороны, героики и пафоса — и, с другой стороны, лиризма и сострадания.

## Биография
Родился 15 (28 мая) 1903 года на станции Хинган (ныне на территории городского уезда Якэши в автономном районе Внутренняя Монголия, Китай), на Китайско-Восточной железной дороге, которую строили его родители. После рождения сына семья вернулась в родной город Иркутск, где будущий поэт прожил до 1920 года. Учился в трёхлетнем начальном училище, затем — в четырёхклассном высшем начальном училище, из последнего класса которого был исключён за плохое поведение и вольномыслие. Виной этому были частые пропуски занятий, так как одновременно с учёбой Иосиф работал, — ему пришлось стать кормильцем семьи, брошенной отцом.
В 1919 году во время антиколчаковского восстания в Иркутске, вместе со старшим братом Александром вступил в рабочую дружину, в которой состоял до установления Советской власти. В начале 1920 года вступил в комсомол, а в мае 1920 года в составе первой добровольческой группы иркутского комсомола выехал на Дальневосточный фронт.
В 1922 году стал репортёром в газете «Власть труда», в которой появились его первые стихи на злобу дня. Затем работал в молодёжной газете Иркутска «Комсомолия», в губкоме комсомола — секретарём комсомольской газеты, политруком у допризывников. Вместе с Джеком Алтаузеном, Валерием Друзиным, Иваном Молчановым принимал активное участие в ИЛХО (Иркутском литературно-художественном объединении) и ежемесячном журнале «Красные зори», который в 1923 году издавался в Иркутске и был фактически органом ИЛХО. В 1924 году по путёвке комсомола, как наиболее достойный из молодых журналистов, был направлен учиться в Москву в Институт журналистики.
С 1922 года в сибирской прессе печатал свои стихи, а после переезда в Москву начал печататься в московских изданиях. В 1925 году была опубликована его поэма «Повесть о рыжем Мотэле, господине инспекторе, раввине Исайе и комиссаре Блох», посвящённая революционным преобразованиям в еврейском местечке. Это произведение принесло Уткину первый настоящий успех. Первое публичное чтение поэмы, состоявшееся во ВХУТЕМАСе на литературном вечере, послужило Уткину своего рода путёвкой в поэтическую жизнь. Опубликованная в выпуске № 4 журнала «Молодая гвардия» за 1925 год, поэма сразу стала заметным событием литературной жизни. Всех привлёк и заворожил её совершенно оригинальный стиль. В 1926 году «Повесть о рыжем Мотэле» вышла отдельным изданием, став первой опубликованной книгой Уткина.
К 1925 году относится и публикация в журнале «Прожектор» стихотворения «Атака» — одного из наиболее характерных для Уткина произведений с «романтической трактовкой» военной темы («Красивые, во всём красивом, // Они несли свои тела…»).
С 1925 года работал в «Комсомольской правде» завлитотделом. В самом начале 1927 года вышла «Первая книга стихов» Уткина, составленная из произведений 1923—1926 годов. С большой положительной рецензией на неё выступил Луначарский. Окончив институт в 1927 году, был отправлен вместе с поэтами Жаровым и Безыменским за границу, где пробыл два месяца. Работал завотделом поэзии в Издательстве художественной литературы. В 1928 году написал и опубликовал поэму «Милое детство». Жил в Москве в знаменитом «Доме писательского кооператива» (Камергерский переулок, 2).
«Подлинная зрелость», по мнению Ильи Сельвинского, наступила у Иосифа Уткина в 1939 году — с публикацией стихотворения «Тройка».
Если я не вернусь, дорогая,

Нежным письмам твоим не внемля,

Не подумай, что это — другая.

Это значит… сырая земля.
С началом Отечественной войны Уткин ушёл на фронт, воевал под Брянском. В сентябре 1941 года, в бою под Ельней, был ранен осколком мины — ему оторвало четыре пальца правой руки. Был отправлен на лечение в Ташкент, где, несмотря на ранение, не прекращал литературной работы. Менее чем за полугодовое пребывание Уткина в Ташкенте им были созданы две книжки фронтовой лирики — «Фронтовые стихи» и «Стихи о героях», а также альбом оборонных песен, написанных совместно с московскими композиторами. Всё это время Уткин рвался «на линию огня», беспокоя высшие военные органы настойчивыми просьбами послать его на фронт. Летом 1942 года Уткин вновь оказался на Брянском фронте — в качестве спецкора Совинформбюро, от газет «Правда» и «Известия». Участвовал в боях, совершая большие переходы с солдатами. Писал песни-марши. Многие его стихи были положены на музыку, пелись на фронте: «Провожала сына мать», «Дед», «Бабы», «Я видел девочку убитую», «Над родиной грозные тучи», «Я видел сам» и другие. Летом 1944 года вышел последний сборник произведений Уткина — «О родине, о дружбе, о любви», — маленькая, карманного размера, книжечка, вобравшая в себя лучшее из написанного поэтом. Во втором издании «Большой советской энциклопедии» (1956) лучшими стихотворениями поэта, написанными во время войны, названы «Беженцы», «Допрос», «Клятва», «На Днепре» и «Я видел сам».

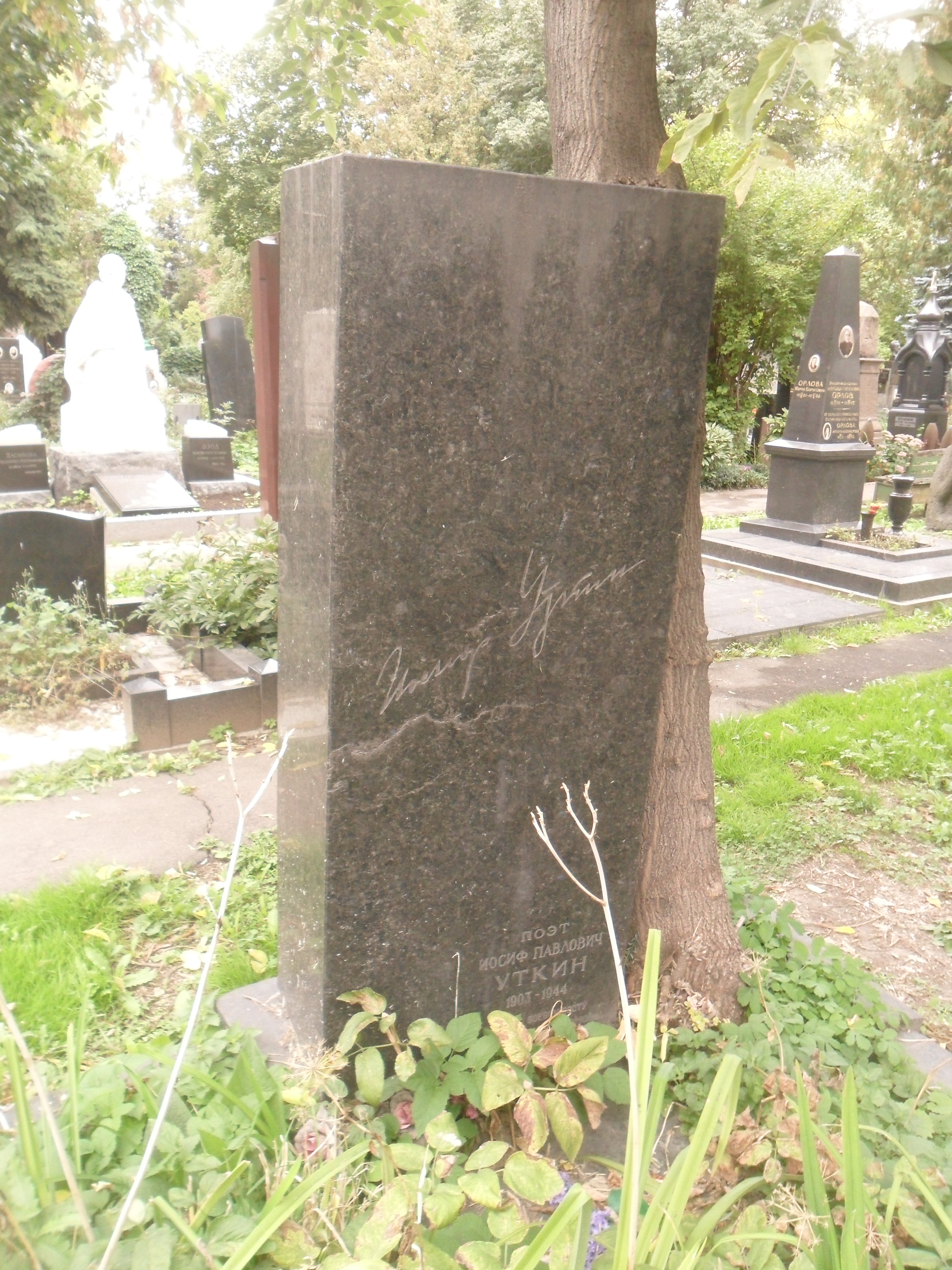
Могила Уткина на Новодевичьем кладбище Москвы.

Возвращаясь из партизанского края (по воспоминаниям В. В. Мацкевича — из Бухареста), 13 ноября 1944 года И. П. Уткин погиб в авиационной катастрофе. Самолёт упал недалеко от Москвы, в руках И. Уткина в момент гибели был томик стихов М. Ю. Лермонтова. Похоронен в Москве на Новодевичьем кладбище (уч. 4).

## Семья
Был женат на приёмной дочери Х. Раковского Елене.

## Память
В Иркутске в честь Иосифа Уткина названа улица, его имя было присвоено Иркутской областной юношеской библиотеке. В советское время имя Иосифа Уткина носила премия Иркутского комсомола.
Стихи Уткина в Иркутске входили (по состоянию на 2001 год) в региональную школьную программу по внеклассному чтению.